# Звер (филм)
Звер (енгл. Beast) је амерички филмски трилер, у режији Балтазара Кормакура, по сценарију Рајана Енгла. Главне улоге глуме Идрис Елба, Шарлто Копли, Ијана Хали, Лија Лава Џефриз и Рајли Кио.
Премијерно је приказан 19. августа 2022. у САД, односно 25. августа у Србији. Добио је помешане критике критичара.

## Премиса
Др Нејт Самјуелс који је недавно постао удовац, са ћеркама одлази на дуго планирано путовање у Јужноафричку Африку, где је први пут срео своју жену, у резерват за дивљач којим управља Мартин Бетлс, стари породични пријатељ и биолог за дивље животиње. Али оно што почиње као путовање исцељења прераста у страшну борбу за опстанак када почне да их уходи лав, који је преживео напад крвожедних ловокрадица и због тога све људе види као непријатеље.

## Улоге
| Глумац           | Улога            |
| ---------------- | ---------------- |
| Идрис Елба       | др Нејт Самјуелс |
| Ијана Хали       | Мередит Самјуелс |
| Лија Сава Џефриз | Нора Самјуелс    |
| Шарлто Копли     | Мартин Бетлс     |
| Рајли Кио        | Савана           |
| Мелани Џарнсон   |                  |
| Дејмон Бертли    |                  |
| Боби Макајзак    |                  |
| Били Галагер     |                  |